# يوكو سويني
يوكو سويني (بالفنلندية: Jouko Soini)‏ هو لاعب كرة قدم فنلندي، ولد في 2 مارس 1956 في هلسنكي في فنلندا. لعب مع نادي هلسنكي.

## وصلات خارجية
- يوكو سويني على موقع الاتحاد الدولي (مؤرشف)  (الإنجليزية)
- يوكو سويني على موقع قاعدة بيانات كرة القدم.إي يو (الإنجليزية)
- يوكو سويني على موقع ناشيونال فوتبول تيمز (الإنجليزية)
- يوكو سويني على موقع عالم كرة القدم.نت (الإنجليزية)
- يوكو سويني على موقع أوليمبيديا (الإنجليزية)